# Кигбаево
Кигба́ево — село в Удмуртии, административный центр сельского поселения Кигбаевское и самый большой его населённый пункт.

## Географическое положение
Расположено в 15 км к юго-востоку от центра Сарапула.

## История
Село Кигбаево упоминается в «Писцовой книге Казанского уезда» 1647—1656 годов:
Село Архангельское, Кинбаево то ж: пашни сорок один длинник, пятнатцать поперечников, итого шестьсот пятнатцать десятин в поле, а в дву по тому ж.
До революции село входило Сарапульский уезд Вятской губернии. По данным десятой ревизии в 1859 году в селе было 191 двор, в которых проживало 1217 человек. В селе была православная церковь, почтовая и удельная станции, 9 мельниц, проводилось 2 ярмарки.
В 1923 году Кигбаево вошло в Сарапульский округ Уральской области и стало центром Кигбаевского сельсовета.

## Население
| 2010 | 2012  |
| ---- | ----- |
| 1613 | ↗1616 |

Национальный состав
Согласно результатам переписи 2002 года, в национальной структуре населения русские составляли 84% из 1527 человек.

## Религия
По крайней мере с начала XVIII века в селе существовала деревянная Михайло-Архангельская церковь. В 1768—1770 годы, вместо прежней обветшавшей, по благословению епископа Вятского и Великопермского Варфоломея в селе была построена новая деревянная церковь, которая была освящена 9 ноября 1770 года в честь Архангела Михаила.
Спустя два года церковь сгорела.
В 1794 году Вятской духовной консисторией была выдана храмозданная грамота на строительство каменной церкви. Церковь была построена на средства прихожан с двумя приделами. Главный престол был освящён в 1814 году во имя Архангела Михаила, правый престол — в 1798 году в честь Св. Алексия, левый — в 1803 году в честь пророка Илии. 
В состав прихода, кроме самого села Кигбаево, в 1846 году входили: д. Глухово, д. Митрошино, д. Дикая Дубрава, д. Старая Бобровка, д. Афонино, д. Юрина Бобровка, д. Сергеево, д. Сыропятово, д. Коробейниково, д. Шадрино, д. Борисово, д. Чекалка, д. Коврига, д. Макшаки, д. Пентеги, д. Сажино.
В 1869 году при церкви было открыто церковно-приходское попечительство.
Церковь была закрыта на основании указа президиума Верховного совета УАССР от 14 августа 1941 года. Здание было передано под школу.